# Rhipidia paulus
Rhipidia paulus är en tvåvingeart som först beskrevs av Alexander 1947.  Rhipidia paulus ingår i släktet Rhipidia och familjen småharkrankar.
Artens utbredningsområde är Venezuela. Inga underarter finns listade i Catalogue of Life.